# Ocean's Twelve
Ocean's Twelve is een Amerikaanse komische kraakfilm uit 2004 van de Amerikaanse regisseur Steven Soderbergh. Het is een vervolg op de film Ocean's Eleven uit 2001, die eveneens werd geregisseerd door Soderbergh.
De film werd uitgebracht door Warner Brothers. De Amerikaanse première was op 10 december 2004, de Nederlandse première volgde op 16 december. Ocean's Twelve was in de Verenigde Staten een enorm succes, maar werd niet goed ontvangen door critici.

## Verhaal
Hoofdrolspelers George Clooney, Brad Pitt, en Matt Damon spelen een team dat inbraken pleegt in Amsterdam, Parijs en Rome om de wraakzuchtige casino-eigenaar uit Las Vegas Terry Benedict te kunnen afbetalen, die hen al sinds de gebeurtenissen uit de vorige film achtervolgt. In Amsterdam zal het Vanderspeiglegetuigschrift worden gestolen, volgens de film een der oudste VOC-aandelen ter wereld. Makkelijk wordt het niet, aangezien ze te maken krijgen met een rivaliserende dief, François Toulour. Later in de film speelt het Kroningsei van Fabergé een belangrijke rol.

## Amsterdam
De scènes die in Amsterdam spelen werden in mei 2004 in Amsterdam opgenomen, en op station Haarlem dat, compleet met een speciaal naar Haarlem gereden Thalys, voor station Amsterdam Centraal moest doorgaan. Tijdens de opnamen trok de Thalys in Haarlem de bovenleiding kapot, waardoor er schade en vertraging was. Het Amsterdamse Gemeentearchief gebruikte de publiciteit rond de opnamen voor de film om aandacht te vragen voor een VOC-aandeel dat jaren geleden uit het archief was gestolen.

Het gebouw dat dient als hoofdkwartier van Europol is het stadhuis van de gemeente Den Haag, gebouwd in moderne architectuur van de Amerikaanse architect Richard Meier.

Het nummer twaalf in de titel verwijst zowel naar het volgnummer van de film, als naar het aantal bendeleden: de elf uit de oorspronkelijke film, plus Tess Ocean die wordt gespeeld door Julia Roberts. Jeroen Krabbé speelt een rolletje als eigenaar van het aandeel en Jeroen Willems een Amsterdamse rechercheur.

## Rolverdeling
- George Clooney: Danny Ocean
- Brad Pitt: Rusty Ryan
- Matt Damon: Linus Caldwell
- Catherine Zeta-Jones: Isabel Lahiri
- Andy García: Terry Benedict
- Don Cheadle: Basher Tarr
- Bernie Mac: Frank Catton
- Julia Roberts: Tess Ocean
- Casey Affleck: Virgil Malloy
- Scott Caan: Turk Malloy
- Shaobo Qin: "The Amazing" Yen
- Eddie Jemison: Livingston Dell
- Carl Reiner: Saul Bloom
- Elliott Gould: Reuben Tishkoff
- Vincent Cassel: François Toulour
- Cherry Jones: Molly Starr / Mrs. Caldwell
- Bruce Willis: Bruce Willis
- Robbie Coltrane: Matsui
- Jared Harris: Basher's ingenieur
- Eddie Izzard: Roman Nagel
- Albert Finney: Gaspar LeMarque
- Jeroen Krabbé: Van der Woude
- Topher Grace: Topher Grace